# Lyubov Shutova
Lyubov Shutova (Novosibirsk, 25 de junho de 1983) é uma esgrimista russa, medalhista olímpica.

## Carreira
Lyubov Shutova representou seu país nos Jogos Olímpicos de Verão de 2016, na espada. Conseguiu a medalha de bronze no espada por equipes.